# 野村るり子
野村 るり子（のむら　るりこ、1961年8月14日 - 2013年1月13日）は、日本の教育学者。教育コンサルタント。実業家。株式会社ホープス代表取締役。東京都出身。日米双方のオリンピック委員会指定倶楽部で体操競技指導。オリンピック選手の育成経験を生かし、年間約1,000人の指導を通じ、トップエリートの育成を行っていた。
田園調布雙葉中学校卒業。カリフォルニア大学ロサンゼルス校から、ペンシルベニア州立大学体育学部へ転校、同大学卒業。ハーバード大学教育大学院修了。

## 著書
- 英語の授業では教えてくれない 自分を変える英語（講談社インターナショナル、2010年）
- CD付 よくわかる 英語プレゼンの技術（中経出版、2009年）
- 3年あれば天才は育つ! 親も気づかない才能を「見つける」「引き出す」法（経済界、2009年）
- 30秒で人を動かせ!（あさ出版、2009年）
- 英文履歴書の上手な書き方と実例―職種別履歴書・カバーレターの実例33（中経出版、2006年）
- 面白いほど身につく論理力のドリルブック（中経出版、2005年）

### 共著
- 英語でスピーチ―そのまま使える表現集（日興企画、2005年）
- 英語でミーティング―そのまま使える表現集（日興企画、2004年）
- 英語でプレゼン―そのまま使える表現集（日興企画、2003年）